# Wiaczesław Pjecuch
Wiaczesław Aleksiejewicz Pjecuch (ros. Вячеслав Алексеевич Пьецух; ur. 18 listopada 1946 w Moskwie, Rosyjska Federacyjna SRR, zm. 29 września 2019) – rosyjski prozaik współczesny, autor esejów literackich. W swojej twórczości posługuje się parodią i farsą, ukazując współczesną rosyjską powszedniość oraz zanik norm moralnych.

## Życiorys
Urodził się 18 listopada 1946 w Moskwie. Ojciec był pilotem oblatywaczem w stopniu oficera; matka pracowała w zakładach.
W 1970 roku ukończył Państwowy Pedagogiczny Uniwersytet w Moskwie na wydziale historii. Ponad 10 lat przepracował jako nauczyciel historii (1970-1983). Parał się wieloma profesjami, był m.in. korespondentem radiowym, cieślą, betoniarzem, ślusarzem, poszukiwaczem złota, robotnikiem na budowie elektrowni wodnej w Kołymi. Przez długie lata był literackim konsultantem i recenzentem w magazynie "Sielskaja Mołodioż". Od stycznia 1993 do lipca 1995 był głównym redaktorem magazynu "Drużba Narodow".
Twórczością literacką zajmuje się od 1973 roku. Publikować zaczął w 1978 roku – debiutował opowiadaniem Obmanszczik w magazynie "Litieraturnaja Uczoba" (Nr 5, 1978). Pierwszą książkę – zbiór opowiadań Alfawit wydał w 1983 roku.
Utwory Pjecucha wydawane były w wielu poczytnych magazynach m.in. "Nowyj Mir", "Drużba Narodow", "Znamia", "Oktiabr", "Wołga", "Stolica"; w almanachu "Koniec Wieka"; w zbiorze "Zierkała".
Jest członkiem Związku Pisarzy ZSRR (od 1988) i rosyjskiego oddziału PEN-Cluba.
Był członkiem kolegium redakcyjnego serii książek "Anons" (1989-1990), rady społecznej magazynu "Litieraturnaja Gazieta" (1990-1997). Obecnie jest członkiem rady społecznej magazynu "Wiestnik Jewropy" (od 2001 roku) i Komisji ds. Nagród Państwowych Federacji Rosyjskiej.
Jest laureatem wielu nagród literackich, m.in. "Zołotoj Wiek" (1994), "Znamia" (1996), "Ogoniok" (1997), "Oktiabr'" (2000), "Nowaja Puszkinskaja Priemija" (2006), "Triumf" (2010).

## Wybrana twórczość
Powieści
- 1989 – Nowaja moskowskaja filosofija (ros. Новая московская философия)
- 1989 – Nasz czełowiek w futlarie (ros. Наш человек в футляре)
- 1990 – Rom-mat (ros. Ром-мат)
- 1990 – Ja i proczeje (ros. Я и прочее)
- 2011 – Ispowied' duraleja (ros. Исповедь дуралея)

Nowele i opowiadania
- Obmanszczik (ros. Обманщик)
- Gosudarstwiennoje Ditia (ros. Государственное Дитя)
- Ruka (ros. Рука)
- Czetwiertyj Rim (ros. Четвертый Рим)
- Czełowiek w ugłu (ros. Человек в углу)
- Szkaf (ros. Шкаф)
- Duchow dien' (ros. Духов день)
- Nocznyje bdienija s Iogannon Wolfgangom Gietie (ros. Ночные бдения с Иоганном Вольфгангом Гете)
- Żyrnow i Pisulin (ros. Жирнов и Писулин)
- Pamiati Kampanełli (ros. Памяти Кампанеллы)
- Kiłler Miłler (ros. Киллер Миллер)
- Klujew i Opiermann (ros. Клюев и Оперманн)
- Lewaja storona (ros. Левая сторона)
- Mużyk, sobaka i Strasznyj sud (ros. Мужик, собака и Страшный суд)
- Dom na Mojkie (ros. Дом на Мойке)
- Doski (ros. Доски)
- A czto u was, riebiata, w riukzakach? (ros. А что у вас, ребята, в рюкзаках?)
- Sierafim Sierafim (ros. Серафим Серафим)
- Mużcziny wyszli pokurit'... (ros. Мужчины вышли покурить...)
- Pauczicha (ros. Паучиха)
- Studient Prochladnych Wod (ros. Студент Прохладных Вод)
- Razgowor (ros. Разговор)
- Żena faraona (ros. Жена Фараона)